# A Royal Affair
A Royal Affair (danska: En kongelig affære) är en dansk historisk dramafilm från 2012 i regi av Nikolaj Arcel. I huvudrollerna som drottning Caroline Mathilde och kung Kristian VII:s tyske livmedicus Johann Friedrich Struensee ses Alicia Vikander och Mads Mikkelsen. Filmen är baserad på romanen Prinsesse af blodet från 2000, där den danska författaren Bodil Steensen-Leth inspirerades av verkliga händelser som utspelade sig i Danmark 1768–1772. Filmen är en samproduktion mellan Danmark, Sverige och Tjeckien.

## Handling
År 1766 blir den brittiska prinsessan Caroline Mathilde bortgift med sin sinnessjuka kusin, den danska kungen Kristian VII. Hennes liv känns förutbestämt i det nya landet, men så kommer kungen hem från en Tysklandsresa med sin nya livläkare, Johann Friedrich Struensee. En hemlig och förbjuden kärleksrelation utvecklas mellan drottningen och livläkaren, och de delar samma dröm om ett Danmark där folket inte förtrycks av kungligheter eller adel. Genom sitt inflytande på kungen ser Struensee sin chans och börjar sakta men säkert ta över hela riket. Men ena stunden är kungen sjuk och lättkontrollerad och i nästa är han rasande och full av hat. Samtidigt växer missnöjet hos änkedrottningen Juliana Maria, Christians styvmor, och statsmannen Guldberg, Struensees rival.

## Rollista i urval
- Alicia Vikander – Caroline Mathilde
- Mads Mikkelsen – Johann Friedrich Struensee
- Mikkel Følsgaard – Kristian VII
- David Dencik – Ove Guldberg
- Trine Dyrholm – Juliana Maria
- Thomas W. Gabrielsson – Rantzau
- Cyron Melville – Enevold Brandt
- Bent Mejding – Bernstorff
- Harriet Walter – prinsessan Augusta av Wales
- Søren Malling – Hartmann
- Laura Bro – von Plessen
- Jacob Lohmann – Julianas officer
- Søren Spanning – Munter
- Frederik Christian Johansen – arvprinsen
- John Martinus – Reventlow
- Rosalinde Mynster – Marie

## Om filmen
- Under helgen efter den danska premiären, den 29 mars, såg 91 000 människor filmen.
- Den spelades in i Tjeckien och Tyskland, eftersom slottet Christianborg, där den största delen av handlingen utspelas, brann ner 1794.
- Filmen visades för första gången på Berlins filmfestival den 16 februari.
- För Alicia Vikander var filmen hennes debut inom internationell film.
- Två alternativa titlar till filmen diskuterades under inspelningen,  Dronningen og livlægen  (Drottningen och livläkaren) och Caroline Mathildes år.

## Nomineringar och utmärkelser
Den 20 september meddelades att A Royal Affair skulle representera Danmark till att bli nominerad för en Oscar, och senare samma år, i december, rapporterades det att filmen blivit nominerad till en Golden Globe i kategorin bästa utländska film. I början av 2013 rapporterades det att A Royal Affair även blivit nominerad till en Oscar för bästa utländska film. Priset gick dock inte till A Royal Affair utan till Michael Hanekes Amour.
På Berlins filmfestival 2012, mellan den 9 och den 19 februari, var A Royal Affair nominerad till tre Guldbjörnen, vilket den inte vann. Men filmen tog hem Silverbjörnen för bästa manus, skrivet av Nikolaj Arcell, Rasmus Heisterberg, och bästa skådespelare i Mikkel Følsgaard.

## Mottagande
Filmen gjorde stor succé vid premiären i Danmark. Ekstra Bladet gav filmen sex stjärnor, den danska dagstidningen Politiken gav filmen fem hjärtan.

### Recensioner
- Metroxpress: 5/5
- Politiken: 5/5
- Berlingske: 5/5
- Ekstra Bladet: 6/6
- BT: 5/5
- Moviezine: 3/5
- Kulturbloggen: 4/5
- Filmeye: 5/5
- Sydsvenskan: 4/5
- Expressen: 4/5
- SvD: 5/6